# Comandamento dell'amore
Il Comandamento dell'amore, chiamato anche Grande Comandamento, è l'insegnamento, ribadito da Gesù, che costituisce il fulcro dell'etica cristiana.Ha un ruolo centrale nel Nuovo Testamento, dove il comandamento del Levitico 19:18, viene ripetuto e declinato più volte e in formule diverse.

## Il duplice comandamento dell'amore

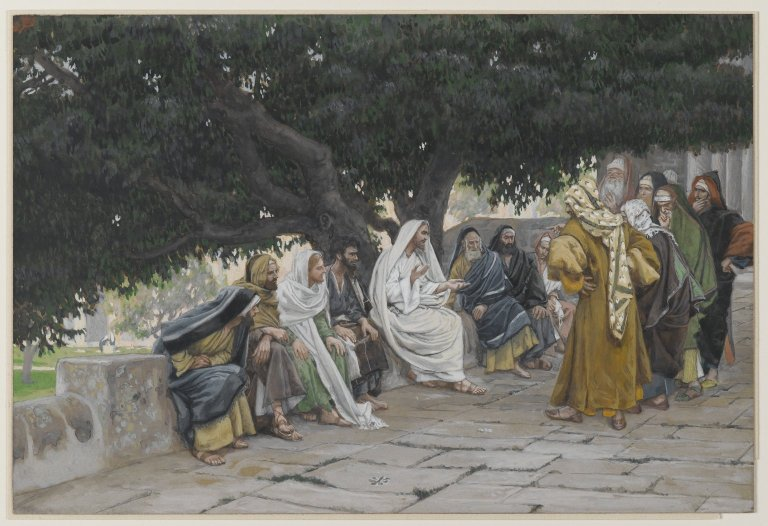
Gesù parla ai farisei in un dipinto di James Tissot, (1886-1894).

In tutti i vangeli sinottici è presente il duplice comandamento dell'amore, che ha la particolarità di unire l'amore di Dio e l'amore verso il prossimo. L'insegnamento, che riprende in una sintesi originale alcuni passi dell'Antico Testamento, semplifica i numerosi precetti che regolavano la vita religiosa del tempo indicando una linea essenziale di condotta per i seguaci di Gesù. È noto anche come il "massimo comandamento" o "il comandamento più grande".

### Versione di Matteo
Nella versione di Matteo, il comandamento viene dato da Gesù come risposta ad una domanda, posta da un dottore della legge, su quale sia il comandamento più grande.

### Versione di Marco
Molto simile è il testo del vangelo di Marco, che presenta alcune differenze di espressione:

### Versione di Luca
Nella versione proposta da Luca, dove viene posta in evidenza anche la continuità con l'Antico Testamento, il dialogo tra Gesù e un dottore della legge introduce la parabola del buon samaritano:

### Interpretazioni
In ambito cattolico, Papa Benedetto XVI ha ribadito come questo comandamento sia, come affermato da Gesù stesso, il più importante e come abbia una duplice natura: amare Dio e amare il prossimo. Secondo il pontefice, soltanto avendo una relazione profonda con Dio si può amare pienamente il prossimo, come accade ad esempio a un bambino che, grazie alla positiva esperienza di relazione con i genitori, riesce ad amare pienamente anche gli altri. Nell'enciclica Deus caritas est (2005) Benedetto XVI ha inoltre evidenziato come quello dell'amore non si configuri solo come un comandamento ma sia, prima ancora, "la risposta al dono dell'amore, col quale Dio ci viene incontro".
A livello linguistico, in Gv 13,34, la congiunzione greca ōs indica non solo comparazione (tradotta con "come io ho amato voi..."), ma indica anche una proposizione causale (traducibile con "siccome, poiché ho amato voi...").

## Il nuovo comandamento

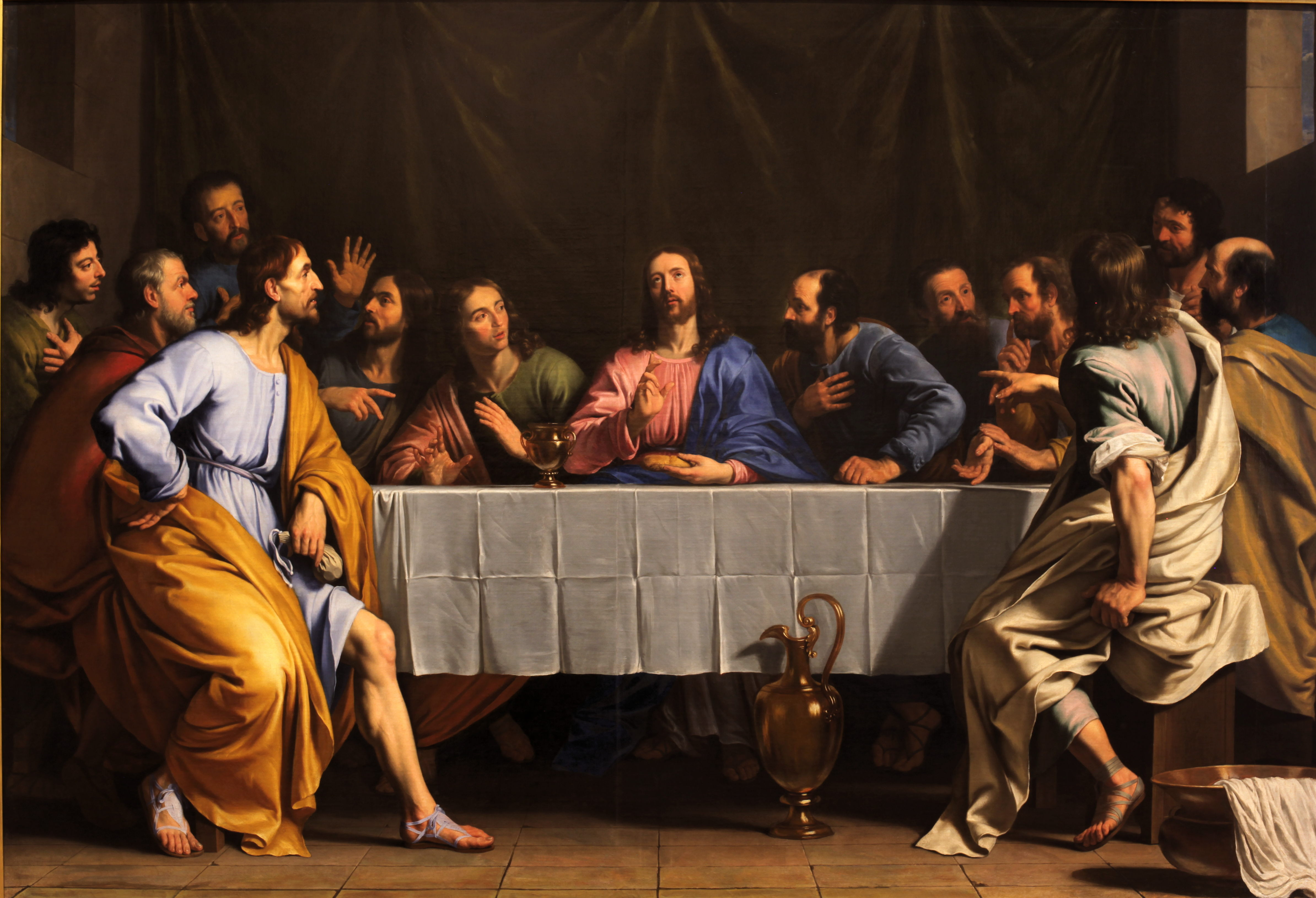
L'ultima cena in un dipinto di Philippe de Champaigne (XVII secolo).

Con una formulazione diversa, il comandamento dell'amore è presente anche nel vangelo di Giovanni, dove è noto anche come "nuovo comandamento", ribadito da Gesù durante l'ultima cena.
Questa versione presenta delle differenze rispetto al doppio comandamento presente nei sinottici. Se in questi si metteva in evidenza la continuità con le scritture, nel testo giovanneo viene enfatizzata invece la novità e l'unicità del comandamento. Inoltre, l'accento viene posto sulle relazioni tra le persone e, in linea con un altro passo del vangelo ("Dio infatti ha tanto amato il mondo da dare il suo Figlio unigenito, perché chiunque crede in lui non muoia, ma abbia la vita eterna", 3,16), l'attenzione viene posta non tanto sull'amore dell'uomo verso Dio, quanto sull'amore di Dio per l'umanità.
E più avanti:

## La regola d'oro

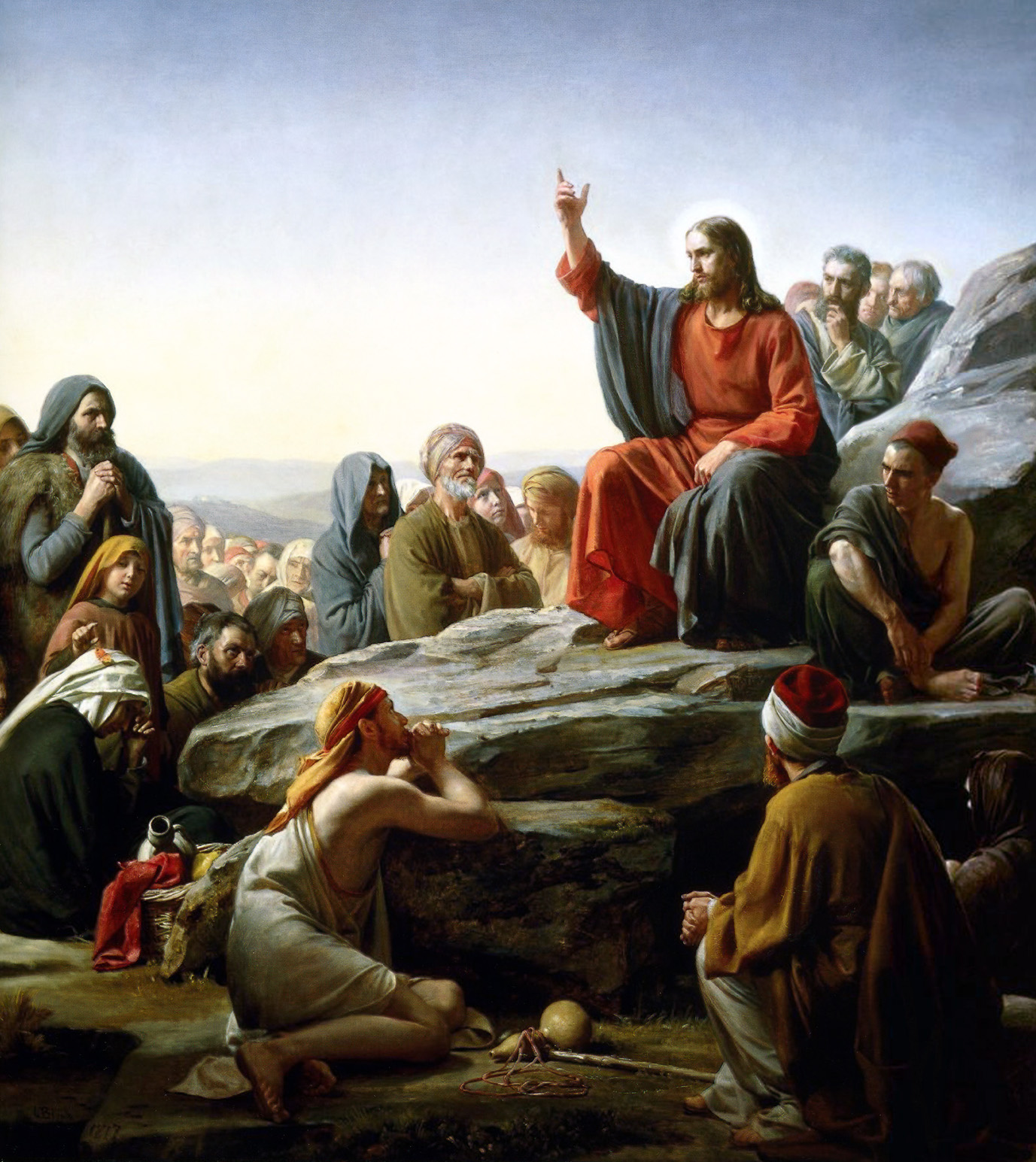
Il discorso della Montagna. Dipinto di Carl Heinrich Bloch.

Il comandamento dell'amore per il prossimo, pervasivo in tutto il vangelo di Luca, trova in questo anche la formulazione nota come la Regola d'oro, enunciata nel Discorso della Montagna:
La formula è presente anche nel Vangelo di Matteo, dove con una breve integrazione viene evidenziata la continuità con le scritture:
Nel Vangelo di Matteo sono presenti inoltre altri richiami al tema, caratteristico di Luca, dell'amore per il prossimo. Questo avviene, in particolare, in una parabola relativa al giudizio finale:

## L'amore verso i nemici

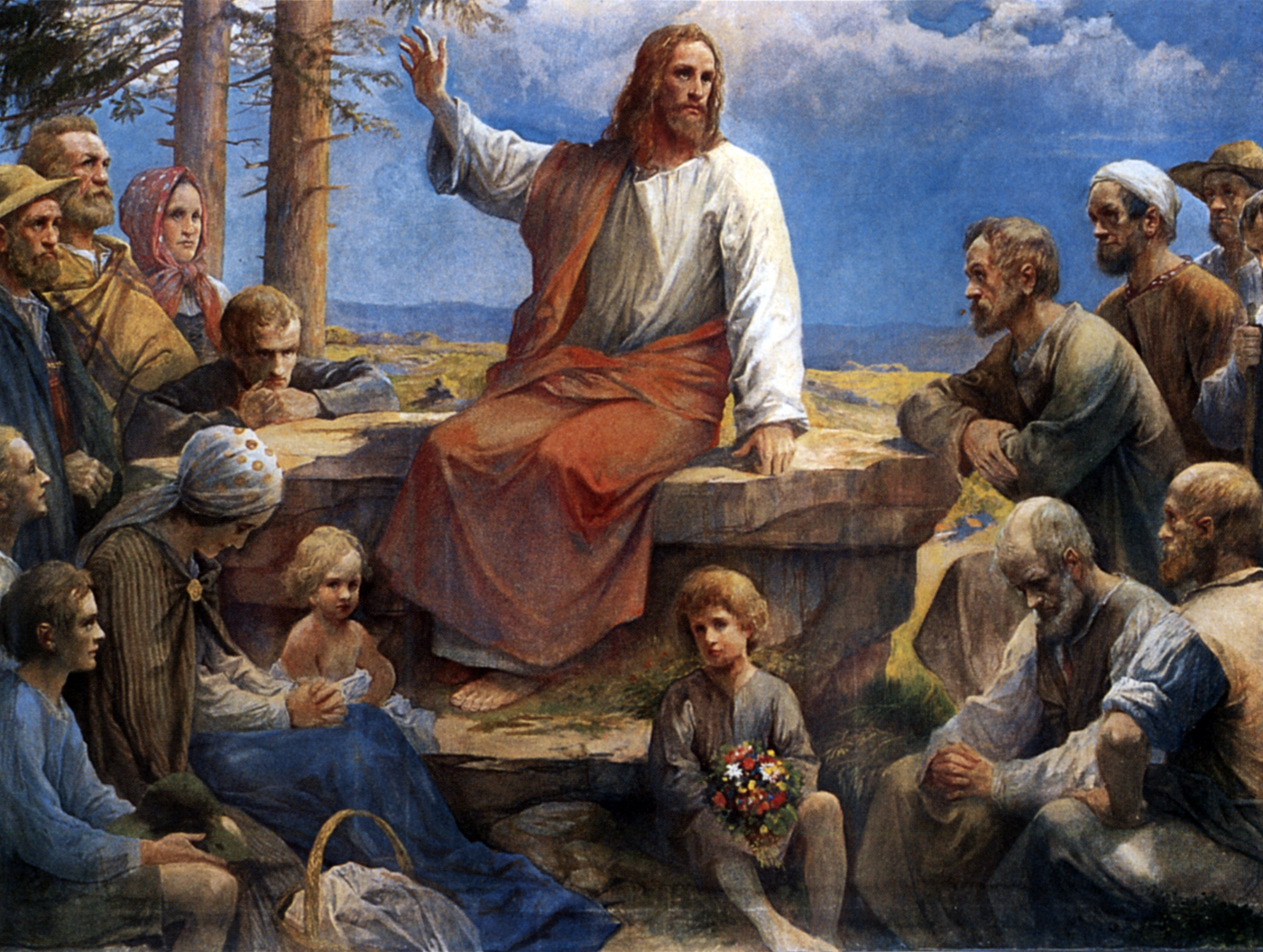
Il discorso della Montagna in un dipinto di Rudolf Yelin, 1912.

Caratteristica dell'insegnamento di Gesù è inoltre la richiesta di amare anche i propri nemici. Il testo è presente sia in Matteo che in Luca, con alcune variazioni.